# Mah-Jongg (Genre)
Mah-Jongg (jap. 麻雀, mājan) ist ein Genre von Mangas und Animes, das sich mit dem Spiel Mah-Jongg beschäftigt. 

## Hintergrund
Das Spiel ist in Japan besonders als Glücksspiel populär, obwohl es illegal ist. Aus dieser Popularität entstand, neben Mangas über andere Glücksspiele, das Genre der Mah-Jongg-Mangas, dem seit den 1970er Jahren auch eigene Magazine gewidmet waren. In den 1980er Jahren erschienen bis zu sieben Magazine mit einer monatlichen Auflage von jeweils etwa 150 000 Exemplaren. Diese enthalten Kurzgeschichten, Fortsetzungsgeschichten und Artikel zum Thema Mah-Jongg.

## Geschichte
Der erste Mah-Jongg-Manga war Mājan Hōrōki von Tetsuya Asada und Eimei Kitano aus dem Jahr 1975. Andere Sportarten und Spiele wurden bereits in den früheren Jahrzehnten in Mangas thematisiert, doch Mahjongg wurde lange als zu statisch erachtet, als dass es in Comicform umgesetzt werden könnte. Seit den 1980er-Jahren veröffentlichte der Mangaka Nobuyuki Fukumoto eine Reihe von Mangaserien, wie Akagi, Ten und Gin to Kin, die in Japan zu bekannten Vertretern des Genres gehören. Auch in seinem Manga Tobaku Mokushiroku Kaiji widmet er sich in dem Handlungsabschnitt Tobaku Datenroku Kaiji diesem Genre. 

## Inhalte
Die Geschichten behandeln meist die Entwicklung eines Mah-Jongg-Spielers vom Anfänger zu einem Meister des Spiels. Dabei können unterschiedliche Aspekte zum Thema Mah-Jongg ergänzt werden, so gibt es Liebesgeschichten, Hentais, Dramen oder familienfreundliche Versionen. Das Spiel wird oft unrealistisch dargestellt, Mah-Jongg-Steine fliegen durch die Luft  oder reagieren auf die Worte der Spieler. Zielgruppe sind vor allem berufstätige Männer, die oft keine Zeit haben, selbst Mah-Jongg zu spielen.

## Liste von Mah-Jongg-Mangas und Animes
- Mājan Hōrōki (1975)
- Gyuambura no Uta
- Pai Maijutsu
- Mājan Fūunroku (1981)
- Akagi (1992)
- Tobaku Mokushiroku Kaiji (1996)
- Shōbushi Densetsu Tetsuya (2000)
- The Legend of Koizumi (2006)
- Saki (2006)

## Magazine
- Tokusen Mājan
- Kindai Mājan Original
- Kindai Mājan Bessatsu
- Kindai Mājan Gold